# Magda Logomer
Magda Logomer, (Križevci, 18 de mayo de 1706-siglo XVIII), también conocida como Herucina, fue una herbolaria croata que fue acusada por un vecino de practicar brujería y envenenamiento.
Logomer fue torturada y condenada a muerte en 1758, antes de la intervención de la reina María Teresa. Esta escribió una carta el 23 de noviembre de 1758 confirmando su absolución y autorizándola a regresar a su casa en Križevci bajo protección especial.
Se considera que el juicio a Magda Logomer puso fin a la persecución masiva de brujas en Croacia. Su caso es conocido por la publicación del informe del doctor Gerard van Swieten a finales de 1913. El médico examinó y trató a Magda Logomer a petición de la reina a raíz de las torturas a las que fue sometida y por la correspondencia entre los altos funcionarios del Reino de Croacia y la Corte de Viena.
Su historia también fue contada por Marija Jurić Zagorka en su popular novela sobre brujas en Zagreb.

## Biografía

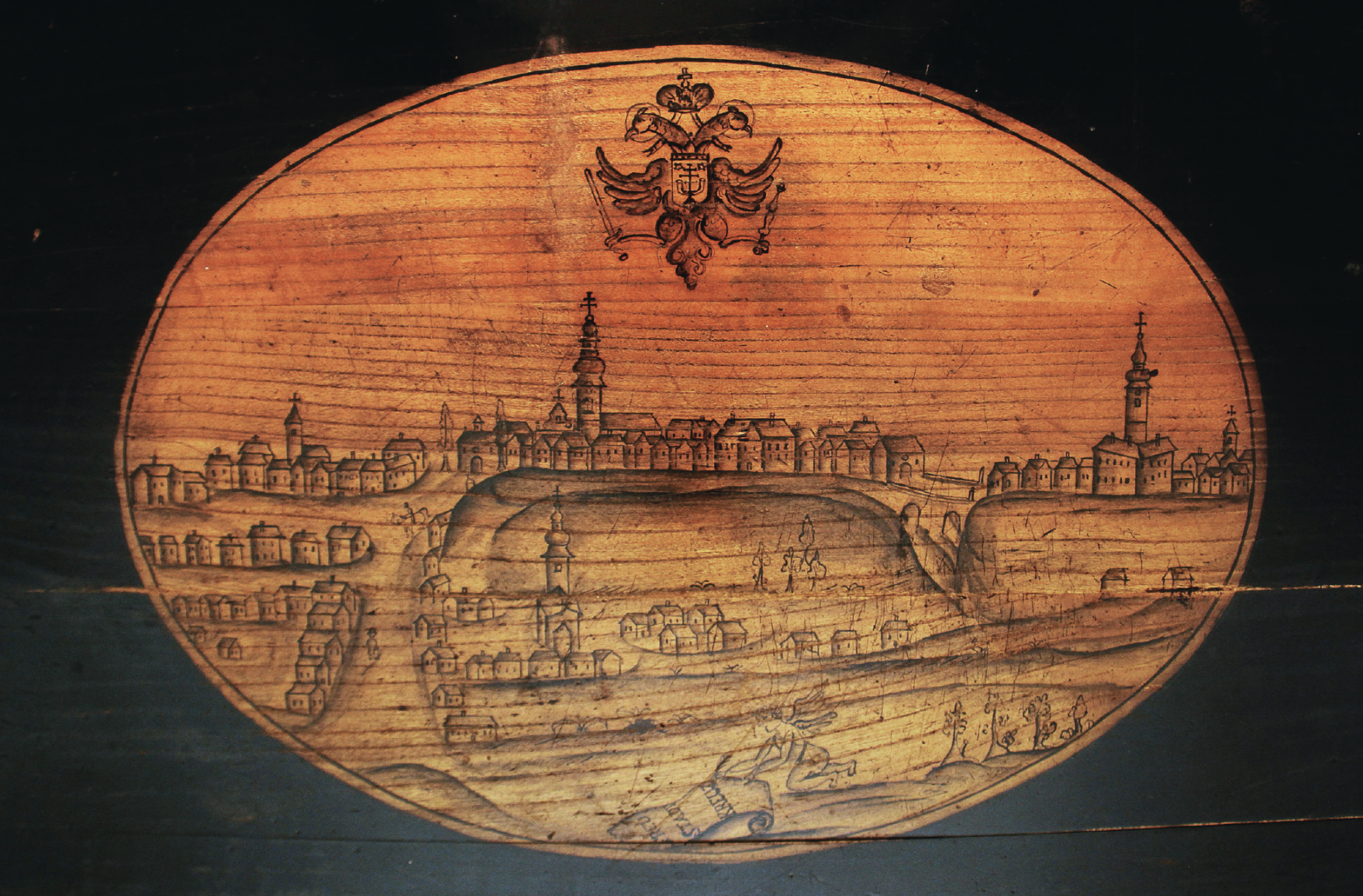
Križevci hacia 1755

Magda Logomer nació el 18 de mayo de 1706 en Podgajec, en el Reino de Croacia del imperio austrohúngaro. Sus padres, según el registro bautismal, eran Stephan Logomer y Anastasia Jankovich.

### Origen del nombre «Herucina»
El apodo de Herucina probablemente proviene de la residencia original de su marido. Se casó con Franjo Heruc en 1727. Así pues, el nombre Herucina puede interpretarse como una mera referencia al nombre de su marido. Sin embargo, existe otra explicación posible: en el catastro de 1857, entre Podgajec y la aldea Brckovčina, se encuentra el lugar llamado "Heruc". Franjo Heruc tenía su domicilio registrado en Brckovčina, y la adición de Heruc podría significar simplemente que Magda Logomer provenía "de Heruc".

### Contexto histórico en Krizevci

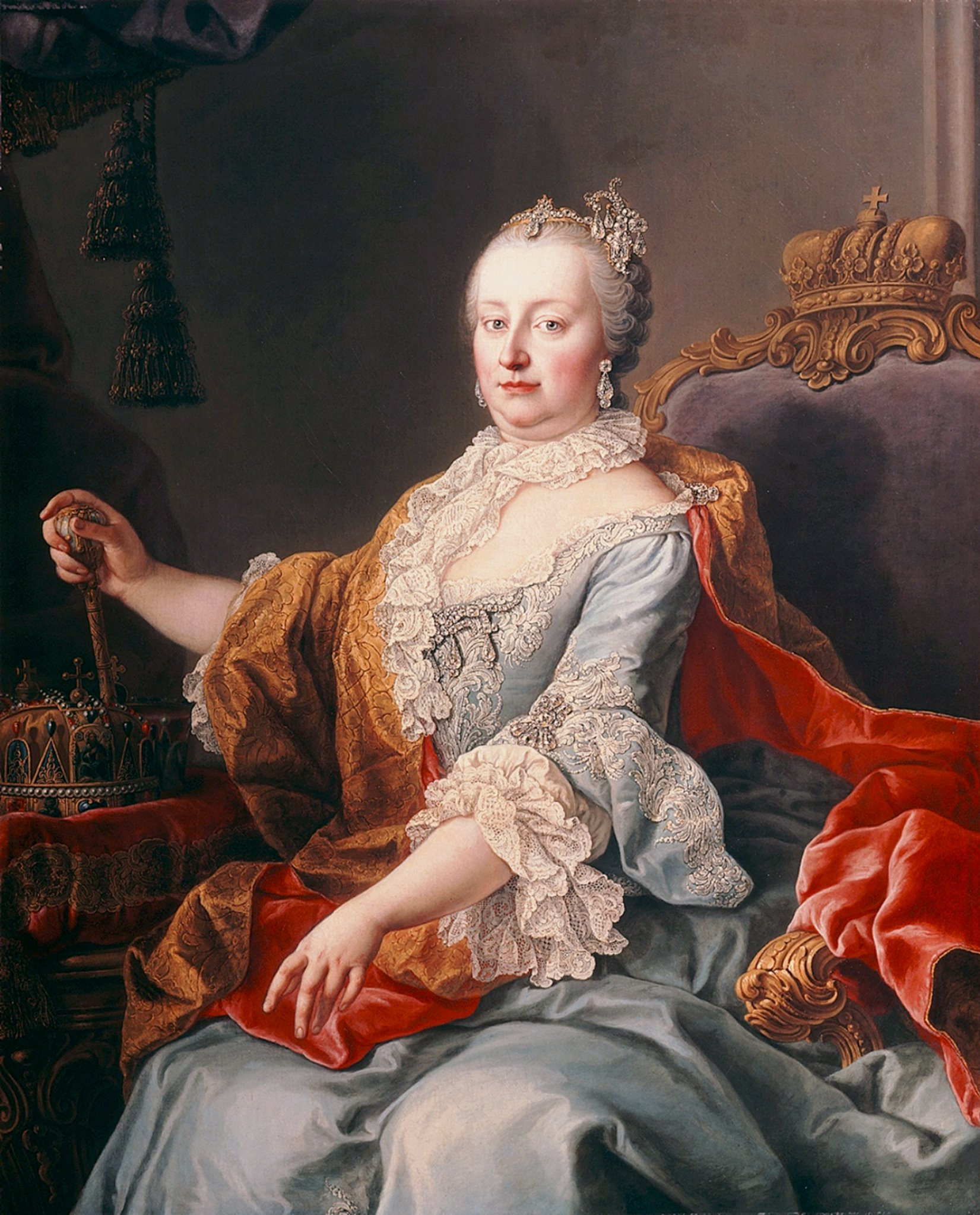
La emperatriz María Teresa en 1759

La vida de Magda Logomer se desarrolló en un entorno turbulento. En 1735, un incendio destruyó un tercio de la ciudad. Alrededor de 1740-41, los juicios por brujería llevaron a la ejecución de 13 mujeres. En 1752 María Teresa unificó la ciudad alta y la ciudad baja, que tomó el nombre de Križevci. En 1755 otro incendio devastó las fincas entre Križevci, Vrbovec y Bisag y estalló una revuelta campesina. Durante este período se construyeron nuevas iglesias. Nikola Benger, que nació en 1695 en Križevci y murió en 1766 en Lepoglava, fue un historiador y monje paulino. Proporcionó relatos históricos de ese tiempo y lugar.
Hay dos crónicas históricas de la época de diferentes personas que no mencionan en absoluto el caso de Herucina. Un relato proviene del párroco de Križevci, Ivan Josipović, que se ocupaba principalmente de asuntos interaldeanos, y el otro relato es de Balthazar Adam Krčelić, que incluye notas sobre asuntos croatas. Por lo tanto, el alcance del caso parece más bien consecuencia de la interferencia de María Teresa de Austria en los asuntos locales.

#### Gestión de casos de presunta brujería
En aquella época, muchos intelectuales negaban la existencia de brujas, y aunque María Teresa de Austria creía personalmente en su existencia, desconfiaba del modo en que se llevaban a cabo los juicios. Entre 1740 y 1752, en los condados de Zagreb, Varaždin y Križevci, en el momento en que la persecución estaba en su apogeo en la región, fueron procesadas 63 mujeres conforme a las leyes de brujería. En la vecina Hungría hubo una ola de persecución entre 1720 y 1730, y en 1740 fueron procesadas 450 presuntas brujas. Todos estos procesos se llevaron a cabo con métodos de interrogatorio crueles basados en la tortura, que era legal en la monarquía de los Habsburgo en Croacia, pero codificada conforme a estrictas normas legales según el código de Fernando.
No se permitían más de tres torturas consecutivas y el orden de los instrumentos utilizados estaba estrictamente codificado. Las reglas también exigían que se llevaran registros estrictos que detallasen los instrumentos y métodos de tortura utilizados, así como las fechas y horas precisas. Estas reglas proporcionaron documentación para el examen del caso de Magda Logomer. Entre los instrumentos utilizados para la tortura se encontraban la rueda y el desmembramiento, y el torniquete (en España llamado garrote vil), que consistía en apretar el cuello con un tornillo y aumentar gradualmente la presión.

### Casamiento
Logomer se casó con Franjo Heruc. En aquel momento ella tenía 21 años. Tuvieron 6 hijos: Margaret nacida en 1727, Jakob en 1733, Barbara en 1735, Emerik en 1740, Katarina en 1743 y Matthias en 1746. No se sabe cuántos de ellos llegaron a la edad adulta, aunque se sabe que su hija Bárbara sí sobrevivió, ya que testificó en el juicio de su madre.
Magda Logomer ejercía la medicina herbolaria y preparaba remedios para sus pacientes, quienes generalmente quedaban satisfechos. Si bien la práctica de la herboristería no estaba prohibida, estaba prohibido elaborar venenos, y cuando se sospechaba que una persona era bruja, ser herbolario era a menudo un factor que generaba sospechas y una agravante.

### Acusación y juicio por brujería
Ser herbolario significaba en la práctica recolectar hierbas y elaborar remedios, pero no se sabe cómo se formó para esta profesión, que exigía un buen conocimiento de las plantas. Se sabía, sin embargo, que sus clientes apreciaban sus conocimientos y la recomendaban, y que ella estaba transmitiendo sus conocimientos a su hija Bárbara, quien a veces la ayudaba en su negocio.
Varios informes de procedimientos judiciales anteriores destacaban su personalidad. Una vez había sido encarcelada después de un altercado físico con otra mujer a la que había golpeado, escapando con una advertencia. Durante el juicio, Logomer admitió que había golpeado a otra mujer, Eva Oblacic, tan fuerte que perdió el conocimiento. También había tenido una pelea previa con su padrino, Matija Sunsić, que era tonelero, por una tina de madera. También tuvo una relación problemática con el juez Stjepan Švagel. Matija Sunsić, testigo en el juicio, declaró que Logomer le confesó que sólo el miedo a Švagel le impedía utilizar sus habilidades curativas. La esperanza de vida media en aquella época en Križevci era de 40 a 50 años, y Logomer tenía 51 años en el momento de su juicio, habiendo tenido su último hijo a los 40, por lo que gozaba de buena salud.
Otro aspecto a tener en cuenta es el hecho de que, como testigo de las ejecuciones de brujas en la ciudad entre 1740 y 1741, pudo haber sido consciente de los peligros que planteaba su profesión. También podría haber sido consciente del miedo arraigado en las supersticiones que la gente tenía sobre las supuestas brujas. Ella pudo entonces haber usado este miedo para su propio interés, pero también trataba de resolver las disputas pagando una indemnización para evitar ser acusada de brujería, elementos que se encontraron en varios de sus altercados físicos.
Magda Logomer fue acusada por una de sus vecinas, Eva Oblačić, de practicar magia negra. Eva Oblačić estaba convencida de que Logomer la había envenenado, y describía cómo Logomer la molestaba mientras estaba en cama con fiebre, como se convertía en una mosca y daba vueltas alrededor de su cabeza. Durante el juicio se realizó una investigación y muchas personas confirmaron que habían presenciado las acciones supuestamente diabólicas de Magda Logomer. Los abogados de Logomer señalaron que la emperatriz María Teresa no había sido informada del juicio como lo exigían las nuevas reglas impuestas por María Teresa al acceder al trono, pero todo esto fue en vano. Magda Logomer fue torturada y confesó haber tenido relaciones sexuales con el diablo. En su cuerpo se encontraron marcas del diablo y fue condenada a muerte el 22 de abril de 1758.

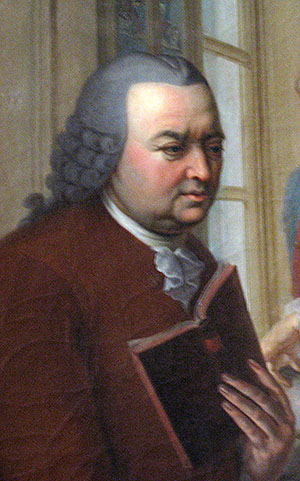
Doctor Gerard van Swieten, médico personal de María Teresa, quien examinó a Magda Logomer a petición de ella.

Magda Logomer fue enviada a una clínica médica y fue examinada por Gerard van Swieten, el médico personal de María Teresa de Austria. Informó a la reina sobre las torturas que había sufrido y luego lo publicó. El 9 de junio de 1758, María Teresa fue informada del caso y ordenó al conde Franjo Nadaždi, entonces ban del reino, que le enviara a Magda para que pudiera conocerla en persona. Magda fue examinada por De Haen, profesor de medicina, y Gerard Van Swieten, quien también era el experto de la corte en brujería, además de ser el médico personal de la emperatriz. El examen reveló muchos detalles de los que la emperatriz no fue informada, así como las torturas infligidas, que dejaron a Magda con numerosas heridas. Los dos expertos informaron a María Teresa sobre su investigación y declararon que el magistrado del tribunal de Križevci era supersticioso. George Van Swieten creía en la brujería, pero dudaba de que las brujas pudieran volar con escobas y causar mal tiempo, y se había dedicado a convencer a María Teresa de la necesidad de abolir los juicios de brujas que conducían a ejecuciones.
El 23 de noviembre de 1758 la Emperatriz, en una carta dirigida al ban de Croacia, absolvió a Magda, y la envió de regreso a su casa en Križevci bajo protección especial.
El cierre de este proceso formaba parte de una lucha más general contra la superstición y de la afirmación del poder central de María Teresa. La carta detuvo los juicios de brujas porque significaba que el tribunal local tendría que gastar dinero y energía para defender su veredicto en Viena con pocas posibilidades de que el veredicto fuera confirmado por la emperatriz María Teresa.

### Fin de su vida
Hay poca información sobre el final de la vida de Magda Logomer y se desconoce la fecha de su muerte. Sin embargo, los registros muestran que su marido murió dos años después del regreso de ella, como también lo hicieron dos de las personas que la habían acusado, lo que no debe haber facilitado su reintegración social, dados los rumores locales y las sospechas de brujería en su contra.

## Contexto histórico de la caza de brujas
Los juicios contra las brujas solían ser rápidos y expeditivos. El reino de Croacia formaba parte de la monarquía de los Habsburgo y más tarde del imperio austríaco desde 1527, y fue gobernado en unión personal con Hungría por los soberanos de la dinastía de los Habsburgo. Sin embargo, tenía el derecho de la espada Ius gladii. Podría llevar a cabo procesos sin interferencias y pronunciar sentencias de muerte sin tener que recurrir a un tribunal superior de la monarquía austrohúngara o croata.
María Teresa quería erradicar la superstición en su reino, y la caza de brujas y magia negra no era una prioridad para su gobierno. Estableció que todas las sentencias de muerte por brujería tenían que ser validadas únicamente por ella misma. Esto supuso el declive de la caza de brujas en toda Europa, y si bien es innegable que la filosofía de la Ilustración jugó un papel en ello, no se debe menospreciarse el que jugó también la instrumentalización de las condenas de los juicios de brujas para reforzar el poder del estado central sobre las jurisdicciones locales, unido a la voluntad declarada de luchar contra la superstición.

En 1740, el mismo año en que Federico el Grande prohibió el uso de la tortura en los juicios de brujas, María Teresa emitió un decreto que especificaba que todos los casos de brujería debían ser tratados únicamente bajo jurisdicción imperial. En 1766 este decreto fue reforzado por una Ordenanza General sobre el enfoque que debía adoptarse, que establecía lo siguiente:
Durante nuestro reinado nunca se ha descubierto ningún verdadero hechicero, sino que los procesos de este tipo siempre han sido el resultado de engaños debidos a la maldad, a la estupidez o a la locura de los acusados o a algún otro vicio.
Sin embargo, precisaba que había que tener cuidado para evitar cualquier acto de brujería. El uso de la tortura no fue abolido formalmente hasta 1776. En 1787, José II desmanteló todo el arsenal jurídico dedicado a la magia negra y la brujería.

## Posteridad

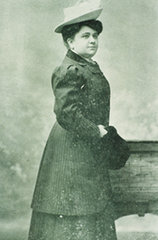
Marija Jurić Zagorka

El caso de Magda Logomer es conocido por los avances jurídicos que se produjeron tras su juicio. En Croacia no existen más rastros de persecuciones legales a brujas, no siendo seguro que las hubiera. En cualquier caso, como no se han conservado rastros históricos de ellos, este juicio marca el fin de las supuestas persecuciones de brujas en Croacia. El informe del Dr. Gerard van Swieten fue publicado en 1913 y 1924 en el periódico Obzor, y el caso se analiza en la correspondencia entre los altos funcionarios del Reino de Croacia y la Corte de Viena, constituyendo estos documentos registros históricos.
Más adelante, novelas populares se hicieron eco de este caso. Marija Jurić Zagorka, escritora croata, tomó nota de la publicación del informe de Gerard van Swieten. Entre 1912 y 1914 publicó Grička Vještica ("La bruja de Grič") en forma de novela por entregas en el diario Male novine ("El Pequeño Periódico"). En su novela, evoca varias figuras históricas de brujas, algunas con sus nombres reales y otras con nombres ficticios, incluida Herucina. Se menciona la participación de María Teresa de Austria en la anulación del veredicto de un proceso.